# Мауї (газонафтоконденсатне родовище)
Мауї — офшорне газоконденсатонафтове родовище в Тасмановому морі біля Нової Зеландії. Станом на 2016 рік найбільше в історії нафтогазовидобувної галузі країни та за міжнародною класифікацією відноситься до категорії гігантських (понад 500 млн барелів еквівалента).

## Загальна інформація
Мауї розташоване за 35 км від узбережжя регіону Таранакі (Північний острів Нової Зеландії), де перші (хоч і невдалі) спроби видобутку вуглеводнів відносяться ще до 19 століття.
Родовище відкрили у 1969 році в районі з глибинами моря трохи більше за 100 метрів та на глибині майже 3000 метрів під дном.

## Розробка
В процесі розробки, яка здійснюється спільно міжнародними нафтогазовими гігантами of Shell і BP, а також новозеландською Todd Petroleum, на Мауї встановлено дві платформи — Maui A та Maui B (остання дистанційно керована). Повномасштабний видобуток почався у 1979 році за допомогою 14 пробурених з Maui A свердловин. Друга платформа додану у 1992-му для обслуговування південно-східної частини родовища, для чого пробурили 12 свердловин. Платформи родовища розраховані на роботу в специфічних кліматичних умовах та здатні витримувати хвилі висотою до 23 метрів, вітри швидкістю до 163 вузлів та землетруси до 8,5 балів за шкалою Ріхтера.
Опорна основа (джекет) Maui A була виготовлена в Японії, а модулі надбудови (топсайду) вагою до 600 тонн спорудили в Сінгапурі. Встановлення платформи розпочало кранове судно "Atlas", яке далі замінили на плавучий кран "Blue Whale", що був створений на сонові балкеру та мав вантожопідйомність 1200 тонн. Джекет закріпили на дні за допомогою 28 паль діаметром по 1,2 метра. На платформі розмістили установку первинної підготовки, що розділяє газ та конденсат, а також житловий модуль, розрахований на проживання 60 осіб.
На початку 1990-х років на Мауї виявили нафтові поклади, які ввели в розробку у 1996 році за допомогою плавучої установки "Whakaaropai", демобілізованої у 2006-му.
Після первинної підготовки на Maui A продукція подається по двом трубопроводам на береговий газопереробний завод Оаонуї. Від ГПЗ підготований газ транспортується газпроводом Мауї.
Станом на 2011 рік накопичений видобуток з родовища становив 99 млрд м3 газу та 155 млн барелів рідких вуглеводнів.
В 2022 році вирішили додатково пробурити з Maui B три свердловини, для чого судно для перевезення негабаритних вантажів "White Marlin" доправило до з Канарських островів до Нової Зеландії самопідіймальну бурову установку "Valaris JU-249".